# Tortula subtranscaspica
Tortula subtranscaspica là một loài rêu trong họ Pottiaceae. Loài này được J. Froehl. mô tả khoa học đầu tiên năm 1955.